# Římskokatolická farnost Prácheň
Římskokatolická farnost Prácheň je církevní správní jednotka sdružující římské katolíky na území vesnice Prácheň a v jejím okolí. Organizačně spadá do českolipského vikariátu, který je jedním z 10 vikariátů litoměřické diecéze. Centrem farnosti je kostel svatého Vavřince v Práchni.

## Historie farnosti
Kostel sv. Vavřince zde byl vybudován v letech 1780-1782 a původně byl zřejmě filiálkou farnosti v Kamenickém Šenově. Matriky jsou v místě vedeny od roku 1784. V roce 1802 zde byla zřízena nová samostatná farnost. Ta byla obsazována knězem až zhruba do poloviny 20. století. Od té doby je spravována excurrendo z Kamenického Šenova.

### Duchovní správcové vedoucí farnost
Začátek působnosti jmenovaného v duchovní správě farnosti od:
- - do roku 1802 duchovní správa spadala do farnosti V. Šenov
- 1803 Bern. Flikschuch, † 12. 11. 1810
- 1811 Josef Wenzl n. 19. 2. 1775 Schönlinde, o. 8. 12. 1799, † 30. 1. 1860
- 1860 Gust. Pietschmann n. 26. 10. 1810Niklasdorf, o. 3. 8. 1835
- 1866 Franc. Xav. Hinke n. 26. 12. 1816 Vierzehnhöfen, o. 25. 7. 1843, † 27. 4. 1878
- 1878 Anton. Hübner n. 23. 9. 1829 Labau, o. 25. 7. 1856, † 24. 3. 1882
- 1880 Anton. Steph. Wenzel n. 7. 11. 1840 Tollenstein, o. 29. 6. 1866, † 14. 11. 1920
- 1886 Jos. Eiselt n. 7. 3. 1852 B. Kamnitz, o. 15. 7. 1876, † 2. 2. 1923
- 1888 Franc. Vater n. 27. 11. 1852 Kreibitz, o. 20. 7. 1878, † 26. 2. 1917
- 1916 par. vacat, admin. interc. Ferd. Müller
- 1919 František Koucký, n. 26. 3. 1881 Č. Dub, o. 15. 7. 1906, † 16. 1. 1962
- 1939 par. vacat, admin. interc. Jos. Bluth
- 1. 9. 1945 Joann. Artur Paul
- 1. 11. 1966 Robert Vater
- 1. 6. 1967 Bohumír Obruča
- 1. 3. 1968 Jan Smrčina, admin. exc. z Kamenického Šenova (kněz diecéze českobudějovické, do té doby mimo duch. správu)[2]
- 1. 8. 1973 Stanislav Bečička, OP, admin. exc., poté admin. exc. in spiritualibus z Kamenického Šenova, † 8. 7. 2016
  - 1. 1. 2015 Vladimír Šuda, laik, admin. exc. in materialibus
- 15. 7. 2016 Rudolf Repka, admin. exc. in spiritualibus ze Cvikova
- 1. 3. 2018 par. vacat, Pavel Morávek, admin. exc. in spiritualibus z Nového Boru
- 1. 9. 2021 par. vacat, Oldřich Kolář, admin. exc. in spiritualibus z Kamenického Šenova[3]

Kromě kněží stojících v čele farnosti, působili ve farnosti v průběhu její historie i jiní kněží. Většinou pracovali jako farní vikáři, kaplani, katecheté, výpomocní duchovní aj.

## Římskokatolické sakrální stavby na území farnosti
| Fotografie | Stavba              | Místo   | Bohoslužby                      | Zeměpisné souřadnice            | Status       | Číslo kulturní památky     |        |
| Kostel | Kostel              | Kostel  | Kostel                          | Kostel                          | Kostel       | Kostel                     | Kostel |
| --- | ------------------- | ------- | ------------------------------- | ------------------------------- | ------------ | -------------------------- | ------ |
| | Kostel sv. Vavřince | Prácheň | bližší informace o bohoslužbách | 50°46′9″ s. š., 14°29′22″ v. d. | farní kostel | 102774 (Pk•MIS•Sez•Obr•WD) |        |
| Některé drobné sakrální stavby a pamětihodnosti lze dohledat zde v databázi Drobné sakrální památky Zaniklé sakrální stavby lze dohledat zde v databázi Poškozené a zničené kostely, kaple a synagogy v České republice |                     |         |                                 |                                 |              |                            |        |

Ve farnosti se mohou nacházet i další drobné sakrální stavby, místa římskokatolického kultu a pamětihodnosti, které neobsahuje tato tabulka.

## Příslušnost k farnímu obvodu
Z důvodu efektivity duchovní správy byl vytvořen farní obvod (kolatura), která je spravována excurrendo. Přehled těchto kolatur je v tabulce farních obvodů českolipského vikariátu.